# Invisibl Skratch Piklz
Die Invisibl Skratch Piklz sind ein US-amerikanisches Turntablism-Kollektiv, dessen bisherige Mitglieder vor allem aus dem kalifornischen Raum stammten. Mitglieder der Crew konnten in verschiedenen Zusammensetzungen und auch einzeln wichtige Titel der Verbände DMC und ITF gewinnen.

## Geschichte
Die Mitglieder der Gruppe waren ursprünglich Hip-Hop-DJs, die in den 1990er-Jahren zu den Pionieren der Turntablism-Bewegung gehörten. Gegründet wurde die Crew bereits im Jahre 1989, zunächst unter dem Namen Shadow of the Prophet, von  DJ Qbert, Mix Master Mike und DJ Apollo. Letztgenannter verließ die Gruppe 1993 wieder. Gemeinsam wurden sie stilprägend für bestimmte Techniken des Scratchens und Beatjugglens. Sie verwendeten ihre Plattenspieler wie Musikinstrumente und erzeugten auf diese Weise durch Samples und Scratches neue Kompositionen, die für sich genommen eigene Musikstücke waren. Später kamen DJ Disk, Shortkut, DJ Flare, Yogafrog,  D-Styles und A-Trak zum Kollektiv hinzu. Die Skratch Piklz veröffentlichten zahlreiche Alben und wurden in Dokumentarfilmen wie Battle Sounds und Scratch porträtiert. Da sie mit ihrer überlegenen Technik die Szene zeitweilig regelrecht dominierten, wurden sie Mitte der 1990er-Jahre vom Verband DMC aufgefordert, die Teilnahme an Meisterschaften einzustellen, um auch anderen DJs eine Siegchance zu ermöglichen.
Die Skratch Piklz produzierten die meisten ihrer Arbeiten zwischen 1995 und 2000. Während dieser Zeit gaben sie auch zahlreiche Auftritte und Seminare auf der ganzen Welt und halfen beim Design verschiedener DJ-Produkte für Firmen Vestax und Ortofon.

## Diskografie
- Mongoose Shuttle (1997) (unreleased)
- Vs. Da Klams Uv Deth (1997) (Asphodel)
- The Shiggar Fraggar Show, Volume 5 (1998) (Hip Hop Slam)
- The Shiggar Fraggar Show, Volume 4 (1999) (Hip Hop Slam)
- The Shiggar Fraggar Show, Volume 3 (1999) (Hip Hop Slam)
- The Shiggar Fraggar Show, Volume 2 (1999) (Hip Hop Slam)
- The Shiggar Fraggar Show, Volume 1 (2000) (Hip Hop Slam)
- Shiggar Fraggar 2000 (2000) (Hip Hop Slam)
- The 13th Floor (2016) (Alpha Pup)